# Joel Anthony
Joel Anthony, (né le 9 août 1982 à Montréal au Canada) est un joueur professionnel canadien de basket-ball. Il joue au poste de pivot.

## Biographie
Né à Montréal, il évolua à l'Académie Dunton durant quelques années avant de prendre le chemin des États-Unis. Après avoir évolué durant sa carrière universitaire avec les Rebels d'UNLV, et bien que non sélectionné lors de la Draft 2007 de la NBA, il rejoint le  Heat de Miami.
Le 18 janvier 2011, face aux Hawks d'Atlanta, il réalise une performance très rare : 16 rebonds sans prendre le moindre tir. Il est le troisième joueur de l'histoire de la NBA a réaliser cette performance. Les deux premiers sont Wilt Chamberlain et Dennis Rodman.
Le 15 janvier 2014, il est transféré chez les Celtics de Boston. Il quitte le Heat de Miami après deux bagues de champion et six ans et demie de bons et loyaux services au sein de la franchise floridienne, au grand regret de son coéquipier Dwyane Wade qui déclare : « je perds l’un de mes meilleurs amis.».
En octobre 2014, il fait l'objet d'un transfert qui l'envoie chez les Pistons de Détroit en échange de Will Bynum.
Le 8 juillet 2015, il prolonge chez les Pistons pour deux ans et cinq millions de dollars.
Le 8 décembre 2021, il est annoncé comme premier directeur général de L'Alliance de Montréal, nouvelle équipe dans la Ligue élite canadienne de basketball.

## Records personnels sur une rencontre NBA
Les records personnels de Joel Anthony, officiellement recensés par la NBA sont les suivants :
| Type de statistique        | Saison régulière | Saison régulière                        | Saison régulière             | Playoffs | Playoffs               | Playoffs      |
| Type de statistique        | Record           | Adversaire                              | Date                         | Record   | Adversaire             | Date          |
| -------------------------- | ---------------- | --------------------------------------- | ---------------------------- | -------- | ---------------------- | ------------- |
| Points                     | 13               | Raptors de Toronto                      | 28 mars 2010                 | 12       | @ Celtics de Boston    | 7 mai 2011    |
| Paniers marqués            | 6                | Raptors de Toronto                      | 28 mars 2010                 | 6        | @ Celtics de Boston    | 7 mai 2011    |
| Paniers tentés             | 9                | Sixers de Philadelphie @ Jazz de l'Utah | 21 janvier 2012 14 mars 2015 | 7        | @ Celtics de Boston    | 7 mai 2011    |
| Paniers à 3 points réussis |                  |                                         |                              |          |                        |               |
| Paniers à 3 points tentés  |                  |                                         |                              |          |                        |               |
| Lancers francs réussis     | 7                | Bucks de Milwaukee                      | 24 mars 2008                 | 6        | @ Pacers d'Indiana     | 17 mai 2012   |
| Lancers francs tentés      | 8                | 3 fois                                  |                              | 6        | @ Pacers d'Indiana     | 17 mai 2012   |
| Rebonds offensifs          | 8                | Hawks d'Atlanta                         | 18 janvier 2011              | 5        | 4 fois                 |               |
| Rebonds défensifs          | 10               | Hornets de La Nouvelle-Orléans          | 2 avril 2008                 | 7        | @ Celtics de Boston    | 7 mai 2011    |
| Rebonds totaux             | 16               | Hawks d'Atlanta                         | 18 janvier 2011              | 11       | @ Celtics de Boston    | 7 mai 2011    |
| Passes décisives           | 3                | Raptors de Toronto                      | 22 janvier 2011              | 2        | Bulls de Chicago       | 22 mai 2011   |
| Interceptions              | 3                | 5 fois                                  |                              | 2        | 3 fois                 |               |
| Contres                    | 6                | @ Pacers d'Indiana                      | 31 mars 2008                 | 5        | Bulls de Chicago       | 22 mai 2011   |
| Balles perdues             | 3                | 8 fois                                  |                              | 2        | 5 fois                 |               |
| Minutes jouées             | 43               | Hawks d'Atlanta                         | 18 janvier 2011              | 39       | Sixers de Philadelphie | 27 avril 2011 |

- Double-double : 2 (dont 1 en playoffs) (au terme de la saison 2014/2015)
- Triple-double : aucun.

## Palmarès
- Champion NBA en 2012 et 2013 avec le Heat de Miami.
- Finales NBA en 2011 contre les Mavericks de Dallas avec le Heat de Miami.
- Champion de la Conférence Est de NBA en 2011, 2012 et 2013 avec le Heat de Miami.
- Champion de la Division Sud-Est en 2011, 2012 et 2013 avec le Heat de Miami.